# Dean of Arches
Als Dean of (the) Arches bezeichnet man den vorsitzenden Richter am obersten Kirchengericht der Diözese Canterbury. Dieses Gericht ist allgemein bekannt als Arches Court.
Der Dean of Arches wird von den Erzbischöfen von Canterbury und York ernannt. Er sitzt zugleich dem Chancery Court of York, dem höchsten Kirchengericht der Diözese York, vor. Außerdem hat er den Posten des Master of the Faculties inne.
Die Position wird im Moment von Charles George bekleidet. Er löste zum 1. Mai 2009 Sheila Cameron ab.

## Liste der Deans of the Arches
| Amtszeit     | Name                                         |
| ------------ | -------------------------------------------- |
| 2009–        | Charles George                               |
| 2001–2009    | Sheila Cameron                               |
| 1980–2000    | John Owen                                    |
| 1977–1980    | Kenneth Elphinstone                          |
| 1972–1976    | Harold Kent                                  |
| 1971–1972    | Walter Wigglesworth                          |
| 1955–1971    | Henry Willink                                |
| 1934–1955    | Philip Wilbraham-Baker                       |
| 1903–1934    | Lewis Dibdin                                 |
| 1898–1903    | Arthur Charles                               |
| 1875–1898    | James Wilde                                  |
| 1867–1875    | Robert Phillimore                            |
| 1858–1867    | Stephen Lushington                           |
| 1852–1858    | John Dodson                                  |
| 1834–1852    | Herbert Jenner-Fust                          |
| 1809–1834    | John Nicholl                                 |
| 1788–1809    | William Wynne                                |
| 1778–1788    | Peter Calvert                                |
| 1764–1778    | George Hay                                   |
| 1758–1764    | Edward Simpson                               |
| 1751–1758    | George Lee                                   |
| 1710–1751    | John Bettesworth                             |
| 1703–1710    | John Cooke                                   |
| 1689–1703    | George Oxendon                               |
| 1686–1688    | Thomas Exton                                 |
| 1684–1686    | Richard Lloyd                                |
| 1672–1684    | Robert Wiseman                               |
| 1660–1672    | Giles Sweit (auch bekannt als Egidius Sweit) |
| um 1660      | Richard Zouch                                |
| um 1660      | Walter Walker                                |
| um 1658      | John Godolpin                                |
| um 1647–1655 | William Clerke                               |
| um 1646      | William Sammes                               |
| 1633–1643    | John Lambe                                   |
| 1624–1633    | Henry Marten                                 |
| 1618–1624    | William Bird                                 |
| 1598–1617    | Daniel Donne                                 |
| 1597–1598    | Thomas Byng                                  |
| 1590–1597    | Richard Cosin                                |
| 1573–1589/90 | Bartholomew Clerke                           |
| 1572–        | John Cooke                                   |
| 1567–1573    | Thomas Yale                                  |
| 1560–1567(?) | Robert Weston                                |
| 1559–1560    | William Mowse                                |
| 1558–1559    | Nicholas Harpisfield                         |
| 1557–1558    | Henry Cole                                   |
| 1556–1557    | David Pole                                   |
| 1553–        | John Story                                   |
| 1549–        | Griffin Leyson                               |
| 1546–        | William Coke oder Cook                       |
| 1543–1545    | John Cock (oder Cockys)                      |
| 1541–1543    | Richard Gwent                                |
| ?–1532       | Peter Ligham                                 |
| 1520–1522    | Thomas Wodynton                              |
| um 1511      | Richard Bodewell oder Blodwell               |
| 1504–1515    | Humphrey Hawardyn                            |
| um 1460–1472 | William Wytham                               |
| 1452–        | Robert Dobbs                                 |
| 1444–        | William Byconnyl                             |
| 1426–        | William Lyndwood                             |
| 1423–        | Thomas Beckington                            |
| 1419–        | John Stafford                                |
| 1415–        | Henry Ware                                   |
| 1407–        | Richard Brinkley                             |
| 1376–        | John Barner                                  |
| 1364–        | Thomas Young                                 |
| 1360–        | William de Wittersley                        |
| 1350–        | John de Carleton                             |
| um 1346–     | Simon Islip                                  |
| 1322–1323(?) | John Stratford                               |
| 1308–        | John de Ross                                 |
| 1297–        | William de Sardinia                          |
| 1273–        | William de Middleton                         |
| …            | John de Ufford                               |